# أني يودويونو
كريستياني هيراواتي يودويونو (6 يوليو 1952 - 1 يونيو 2019)، تعرف أيضًا باسم آني يودويونو، سياسيًة إندونيسيًة وزوجة الرئيس الإندونيسي السابق سوسيلو بامبانج يودويونو والسيدة الأولى لإندونيسيا من عام 2004 حتى عام 2014.

## الأسرة والتعليم
ولدت كريستياني هيراواتي في 6 يوليو 1952 في يوجياكارتا، والدها سوارو ايدهي ويبو جنرال متقاعد ووالدتها سونارتي سري هادياه. كانت الطفلة الثالثة لسبعة أشقاء.
درست الطب في الجامعة المسيحية في إندونيسيا في عام 1973، لكنها في السنة الثالثة تبعت والدها الذي عيين سفيراً في كوريا الجنوبية. تزوجت بعد ذلك من سوسيلو بامبانج يودويونو (SBY) في عام 1976. واصلت أني لاحقًا الدراسة في جامعة تيربوكا وتخرج بدرجة البكالوريوس في العلوم السياسية في عام 1998.

## حياتها المهنية
تضمنت أنشطة يودويونو السياسية تعيينها نائبة لرئيس الحزب الديمقراطي. قادت الحملة الانتخابية الناجحة لزوجها ليصبح رئيس جمهورية إندونيسيا في عام 2004. قبل ذلك، كانت ناشطة في العديد من المنظمات الاجتماعية النسائية خلال فترة عمل SBY كوزير في عهد عبد الرحمن وحيد وميجاواتي سوكارنوبوتري.
بعد انتخاب زوجها لمنصب الرئاسة، نظمت حملات التحصين ضد شلل الأطفال وشجعت سيارات الذكية التي تمتلى بالكتب للأطفال لقراءتها. في عام 2013، ظهر أن المخابرات الأسترالية كانت تتنصت على هاتفها المحمول كجزء من الخلاف بين إندونيسيا وأستراليا. أيضًا في ديسمبر من ذلك العام، ذكرت في برقية دبلوماسية على موقع ويكيليكس، والتي اتهمتها بالتأثير بنشاط على زوجها في الشؤون السياسية.
في عام 2007، تسمي نوع نادر من فراشة بابوان باسمها. وقدمت لها عينة من الفراشة Delias kristianiae التي تبرعت بها لمتحف.

## الحياة الشخصية
يودويونو من عشاق البستنة مع ولع خاص بزهور الأوركيد، وكجزء من التقاليد الدبلوماسية، تمت تسمية مجموعة متنوعة من الأوركيد في سنغافورة باسمها. في عيد ميلادها الحادي والستين، أطلقت كتابين عن المجموعة النباتية في قصر سيباناس والعديد من الحدائق النباتية الإندونيسية، حيث تضمنا بعض صورها.
كانت يودويونو مصورًة متحمسةً. أعمالها في التصوير الفوتوغرافي جعلتها نجمة شهيرة ومفاجئة على الإنستغرام للإندونيسيين. كانت قد جذبت أكثر من 6.4 مليون متابع على Instagram وقت وفاتها في يونيو 2019.

## الوفاة
توفيت يودويونو بسبب سرطان الدم صباح يوم 1 يونيو 2019، بعد خضوعها للعلاج لمدة أربعة أشهر تقريبًا في مستشفى الجامعة الوطنية، سنغافورة. كانت تبلغ من العمر 66 عامًا.
تم نقل رفاتها من قاعدة بايا ليبار الجوية في سنغافورة إلى مطار حليم برداناكوسوما الدولي في جاكرتا الشرقية في نفس المساء. أقيمت صلاة الجنازة في منزلها الخاص في سيكياس، جاوة الغربية، في اليوم التالي، قبل دفنها في مقبرة كاليباتا هيروز في جنوب جاكرتا بعد ظهر ذلك اليوم.